# 公子鉏 (魯國)
公子鉏（？—？），姬姓，名鉏，是鲁宣公的庶子，鲁成公异母弟。
叔孙宣伯与鲁成公的母亲穆姜私通，叔孙宣伯想要除掉季文子和孟献子而夺取他们的家产。前575年六月二十九日，鲁成公准备出国参与盟会，穆姜要求他驱逐季文子和孟献子，鲁成公告诉母亲晋国和楚国正在鄢陵作战，自己正要去参加盟会，且等回来再说。穆姜生气了，指着快步走过的公子偃和公子鉏说：“你要不同意，他们两个都可以作国君！”鲁成公在坏隤等待，防护公室，加强警备，设置守卫后才出行，所以晚到了诸侯盟会。